# Erbovní pověst
Erbovní pověst je příběh, jehož cílem je vysvětlit původ erbu. Erbovní pověsti zpravidla vysvětlují význam erbovních figur a způsob jakým byl erb získán a kým byl udělen. Ve výjimečných případech bývá vysvětlen i predikát.
Erbovní pověst se zpravidla nezakládá na skutečných událostech, je pouze zařazena do nějaké historické události - nejčastěji významné bitvy. Velká většina těchto pověstí vznikla až dlouho po údajné události na objednávku jednotlivých rodů a mají doložit jejich starobylost. V důsledku toho se pak legendární zakladatelé šlechtických rodů objevují výrazně dříve než první písemné zmínky o rodě. K těmto zakladatelům byl později domyšlen celý genealogický systém, což učinilo dataci počátku jednotlivých šlechtických rodů značně komplikovanou.
První erbovní pověsti se objevují zpravidla počátkem renesance a vztahují se výhradně k rodům, pozdější pověsti vysvětlují i heraldické figury na znacích církevních institucí a měst, nakonec vznikla i řada pověstí mající za cíl objasnit cechovní znaky.